# パンチェン・ラマ10世
パンチェン・ラマ10世、ロサン・ティンレー・ルンドゥプ・チューキ・ギャルツェン（蔵: blo bzang phrin las lhun grub chos kyi rgyal mtshan、1938年2月19日 - 1989年1月28日、在位1949年 - 1989年）は、チベット仏教ゲルク派の最高位の化身ラマのひとりで、第10代のパンチェン・ラマである。中華民国青海省循化県で生まれた。

## パンチェン・ラマ即位
俗名はゴンポ・ツェテン。チベットのうち、中華民国の実効支配下にあったアムド地方出身のチベット族であった。
1949年6月3日に班禅行轅によってパンチェン・ラマ9世の転生者候補として擁立された。
9世の転生者候補としては、他にガンデンポタン(チベット中央政府)やタシルンポ寺(パンチェンラマ教団の本拠地)もそれぞれ一人ずつ候補者を用意していた。
国共内戦の帰趨が明らかとなった6月11日、中国国民政府は、本来全候補者を交えて執行されるべき金瓶掣籤を経ないまま、班禅行轅の候補者ゴンポ・ツェプテンを一方的に「パンチェンエルデニ・チューキゲンツェン（中: 班禅額爾徳尼・確吉堅賛）」として即位させた。
中国国民党によるチベット工作で利用された。のちに国共内戦で中国全土を掌握した中国共産党による中華人民共和国は、国民党のチベット工作を継承している。
1951年、「西蔵和平解放」によりチベット全域が中国人民解放軍によって制圧されたのち、班禅行轅とともに彭徳懐靡下の第一野戦軍の警護をうけてチベット入りし、そのままタシルンポ寺において座主として即位した。

## 中国政府との関係

左から周恩来、パンチェン・ラマ10世、毛沢東、ダライ・ラマ14世、劉少奇（1955年）

チベット動乱後も、中華人民共和国に留まった。周恩来国務院総理（首相）との関係も近く、また西蔵自治区籌備委員会主任にも就いた後に人民代表委員になった。中国共産党チベット自治区委員会書記であった胡錦濤（のちに党総書記）とも親交があったといわれる。
中華人民共和国および中国共産党はパンチェン・ラマ10世を厚遇し、亡命したダライ・ラマ14世に対抗する親中国派のチベット民族指導者に仕立て上げようとした。したがって、亡命チベット人社会からは中国共産党の傀儡であるとみなされることもあった。

## 七万言上書
しかし、チベットに対する中国政府の抑圧政策の実状に触れるにつれ、パンチェン・ラマ10世は次第に自立性を発揮することになる。1962年、パンチェン・ラマ10世は中国のチベット支配を批判した内容の七万言にものぼる諌言「七万言上書(7万字の覚書)」を上奏した。七万言上書は長らく極秘文書であったが、のちに発見された。
パンチェン・ラマは1962年5月18日に、チベット政府首班の地位を周恩来首相に譲る。中国共産党統一戦線部部長・李維漢は、3カ月間諌言を受けて実行したが、同1962年8月、毛沢東は中止を指示し、李維漢はパンチェン・ラマとの結託を批判され、パンチェン・ラマも自己批判するように命令された。翌1963年、ラサで50日間の闘争集会に掛けられたあと、北京に送還された。
また、1960年に法学者国際委員会報告書は、チベットにおいてジェノサイド（民族絶命を意図する大虐殺）があった明らかな証拠があると発表しており、七万言上書はこの見解を裏付けるものとなった。
なお、この「七万言上書」での報告を受け取った周恩来は「事実ではない」と答えている。
「七万言上書」での提案は、のちに1980年に胡耀邦によってチベットで実行が試みられ、開放政策へと変更された。そのことで、チベットは観光地としても開放され、また青蔵鉄道なども建設されたが、他方、独立運動、または中国政府を批判するチベット人に対しては、厳しい弾圧を継続し、国際社会から中国は度々批判されている。

### 内容

#### 政治的弾圧に対して
七万言上書は8項目について書かれており、まず、1959年のチベット動乱に対する中共政府の過剰な報復的処罰を批判している。
| どれ位の数の人が逮捕されたのか、知る術もない。各地域で、それぞれ1万人以上の人が逮捕されている。善人であろうと悪人であろうと、無罪であろうと有罪であろうと、皆逮捕されてしまった。世界のいかなる場所に存在する、いかなる法制度にも合致しないことだ。地域によっては、男性の大多数が逮捕され監獄に入れられてしまったので、殆どの仕事が女性や老人また子供によってなされている |

このほか、連帯責任を追及する処罰によって、親戚が決起に加わったという理由で処刑された者がいること、政治囚は収監されたあと、意図的に過酷な環境に置かれ死んでいる、不自然な死が極端に多い、と報告している。

#### 飢饉に対して
また、中国全土で5000万人の餓死者を出したといわれる悪名高い大躍進政策はチベットでも行われており、チベット東部では集団農場（人民公社）が設立されていたが、餓死者は続出しており、改善するよう、パンチェン・ラマは周恩来首相に求めている。
| チベットの多くの地域で、民衆が餓死している。地域によっては、民衆が全滅してしまった所もあり、死亡率は恐ろしく高い。過去においてはチベットは、暗く野蛮な封建社会であった。しかし、このような食料不足を経験したことは無かった。特に仏教が広まってからは、そうであった。チベット地区の民衆は、極端な貧しさの中に生きており、老いも若きも殆どが餓死寸前である。あるいは非常に衰弱し、病気に抵抗できなくて死んでいる |

また、公共食堂での食事を義務づけられた際、チベット民衆は1日当たり180グラムの、草や葉っぱや木の皮などが混じった小麦が配給されるのみで、パンチェン・ラマは次のように書いている。
| この恐るべき配給は、命を支えるのに充分でなく、民衆は飢餓の恐ろしい苦痛に苛まれている。チベットの歴史において、こんなことは起きたことがない。民衆は夢の中でも、こんな恐ろしい飢餓を想像することはなかった。地域によっては、1人が風邪を引くとそれが数百人に伝染し、それによって多数の人が死んで行く |

| チベットでは1959年から1961年までの2年間、牧畜と農業は殆ど完全に停止させられた。遊牧民は食べる穀物が無く、農民は食べる肉もバターも塩も無かった。いかなる食料も材料も、輸送することが禁じられた。それだけでなく民衆は出歩くことを禁止され、携帯用のツァンパ（麦焦がし）袋も没収され、多くの人々がそれに抵抗してあちこちで抗争が起こった |

カム地方では、1965年まで飢餓が続き、パンチェン・ラマが批判した惨状が継続していた。
1989年に中国社会科学院が行った調査では、飢饉で死亡した数は1500万人とされ、この他、人口統計学者のジュディス・バニスターは、3000万人と推計している。1980年代の北京経済制度研究所による報告書では、パンチェン・ラマの故郷である青海省では、人口の45％に当たる90万人が死亡し、四川省では900万人が死亡したという。飢饉について研究したジェスパー・ベッカーは、「中国のいかなる民族も、この飢饉によってチベット人程の苛酷な苦難に直面した人々はいない」と発言している。
この大躍進政策については、1959年、中国共産党主席の毛沢東は失敗を認めて国家主席を辞任し、1962年1月の中央工作会議（七千人大会）で劉少奇国家主席は「三分の天災、七分の人災」と述べて大躍進を批判し、毛沢東は生涯でただ一度の自己批判を行った。

#### 民族絶滅に対して
パンチェン・ラマは、チベット人自身が、民族としてのチベット人を消滅せることも可能である、とも述べたうえで、チベット民族の消滅を危惧している。
| ある民族の言語や衣服、また習慣を取り去ってしまったならば、その民族は消滅し、別の民族に変化してしまうであろう。チベット人が別の民族に変化しないと、どうして我々が保証できようか |

#### 宗教弾圧に対して
中国共産党は唯物史観に則り、宗教をアヘンまたは前時代の遺物として根絶しようとして、中国国内の寺院等も破壊した。チベットにおいても、各種寺院がすでに文化大革命以前に破壊されていたことを、パンチェン・ラマは記録している。
| かつて2500カ寺の僧院が存在していたが、今では70カ寺が残っているだけであり、93パーセントの僧侶・尼僧が追放された。共産党の幹部たちは、少数の人々を使って宗教を非難し、それがチベット大衆の意見であるとの誤った見解を導きだし、宗教を抹殺する時機が到来したとの結論を出す。そのために覚醒を生み出す仏の教えは、チベット全土で栄えていたが、今や我々の目の前でチベットの大地から消し去られようとしている。私を含めた90パーセントのチベット人は、これには決して耐えられない |

## モンラム・チェモ－演説
さらに、特に象徴的だったのは1964年にラサで催された大祈願祭（モンラム・チェモ－）での行動である。ダライ・ラマを批判せよとの中国共産党の命を受けて演壇に立った彼は、公衆に向かって「ダライ・ラマ法王はチベットの真の指導者であり、法王は必ずやチベットに復帰されるであろう。ダライ・ラマ法王万歳!」と演説した。これらの行動によってパンチェン・ラマ10世は共産党の激怒を買い、自己批判を強要されることになる。

## 投獄
さらに、文化大革命の際には紅衛兵に拘束されて1968年から1978年2月25日まで10年も投獄され、出獄が許された後も1982年まで北京で軟禁された。
こうした苦難に遭いながらも、チベット仏教の保護に尽力し、文化大革命で荒廃したシガツェ市にあるタシルンポ寺を復興させた。こうした誠実さと手腕はチベット人社会から高く評価され、パンチェン・ラマ10世を中国共産党の傀儡とする見方は後を絶った。

## 結婚生活
文化大革命の後の1979年には漢族の女性（李潔、元人民解放軍の軍医）と結婚して1983年に一女（Yabshi Pan Rinzinwangmo）を設けた。これはチベット仏教ゲルク派の僧としては破戒であり、その事実が公表された時にはチベット人社会に大きな衝撃を与えた。この結婚は中国共産党が、傀儡の地位に甘んずることを拒否したパンチェン・ラマ10世の権威を貶めるために強要したとも言われている一方で、幽閉生活の孤独に耐えかねたパンチェン・ラマ10世自身が望んだとの説もあり、詳細は不明。周恩来夫人の鄧穎超は、パンチェン・ラマ10世の娘をチベット族（中華人民共和国内で占領・支配されているチベット人）と漢族の架け橋として期待したという。

## 中国政府批判と急死
1989年、公の場において「チベットは過去30年間、その発展のために記録した進歩よりも大きな代価を支払った。二度と繰り返してはならない一つの過ち」と自説を述べた。これは中華人民共和国政府の用意した演説原稿を無視した演説であった。その発言のわずか5日後、寝室で「心筋梗塞」で倒れ、約15時間後に死去したとされる。50歳没。チベット亡命政府は中華人民共和国政府に暗殺されたと主張しており、当時チベットに赴任していた胡錦濤や孟宏偉らが関わったとしている。パンチェン・ラマの葬儀はシガツェのタシルンポ寺を中心にチベットの全ての寺で執り行われた。その遺体は中華人民共和国政府の承認により、歴代パンチェン・ラマと同様にミイラ化され、タシルンポ寺の霊塔殿に安置されている。